# Liste der erfolgreichsten Torschützinnen der Frauen-Fußball-Bundesliga
Die Frauen-Bundesliga, die höchsten Spielklasse im deutschen Frauenfußball wurde erstmals 1990/91 ausgetragen. Die Bundesliga wurde anfangs noch einer Süd- und Nordstaffel ausgetragen. Erst 1997/98 wurde erstmals in einer ungeteilten Liga gespielt.
Da bis 2025 die Torschützinnen der zweigleisigen Bundesliga bis 1996/97 nicht vollständig veröffentlicht wurden, ist eine komplette Liste der erfolgreichsten Torschützinnen lange nicht vollständig erfasst worden. 2025 wurden dann auf weltfussball.de alte Spielberichte der zweigeteilten Bundesliga nachgepflegt. Aufgeführt sind alle Torschützinnen, die mindestens 100 Tore erzielt haben. Die Tore in den Meisterschaftsenspielen der zweigeteilten Bundesliga sind nicht mitgerechnet. Da mit diesen Gaby König-Vialkowitsch und Katja Bornschein auch auf 100 Tore kommen sind diese beiden hier auch aufgefühht.
Aktive Spielerinnen in der Bundesliga sind fett markiert und blau hinterlegt.
| Spielerin               | Tore 1   | Torsch.- königin | Zeitraum 2    | für Vereine (in Reihenfolge) |
| ----------------------- | -------- | ---------------- | ------------- | --- |
| Inka Grings             | 336 (+2) | 6                | 95/96–10/11   | FCR Duisburg 55 / FCR 2001 Duisburg |
| Birgit Prinz            | 331 (+4) | 4                | 93/94–10/11   | FSV Frankfurt, 1. FFC Frankfurt |
| Conny Pohlers           | 289      | 3                | 95/96–13/14   | 1. FFC Turbine Potsdam, TuS Niederkirchen, 1. FFC Turbine Potsdam, 1. FFC Frankfurt, VfL Wolfsburg                                            |
| Kerstin Garefrekes      | 247      | 1                | 98/99–15/16   | FFC Heike Rheine, 1. FFC Frankfurt |
| Martina Müller          | 210      |                  | 99/00–14/15   | FSV Frankfurt, SC 07 Bad Neuenahr, VfL Wolfsburg                                                                                              |
| Heidi Mohr              | 193 (+7) | 5                | 90/91–99/2000 | TuS Niederkirchen, TuS Ahrbach, TuS Niederkirchen, 1. FFC Frankfurt                                                                           |
| Sandra Smisek           | 176      | 1                | 92/93–12/13   | FSV Frankfurt, FCR Duisburg 55, FSV Frankfurt, 1. FFC Frankfurt                                                                               |
| Claudia Müller          | 161      |                  | 97/98–04/051  | VfR Eintracht Wolfsburg, TSV Fortuna Sachsenross, SG Praunheim, 1. FFC Frankfurt, VfL Wolfsburg                                               |
| Alexandra Popp          | 148      | 1                | 08/09–        | FCR 2001 Duisburg, VfL Wolfsburg |
| Mandy Islacker          | 146      | 2                | 04/05–22/23   | FCR 2001 Duisburg, SG Essen-Schönebeck, FC Bayern München, FCR 2001 Duisburg, BV Cloppenburg, 1. FFC Frankfurt, FC Bayern München, 1. FC Köln |
| Petra Wimbersky         | 142      |                  | 2000/01–11/12 | FC Bayern München, 1. FFC Turbine Potsdam, 1. FFC Frankfurt, FC Bayern München                                                                |
| Célia Šašić             | 138      | 2                | 04/05–14/15   | SC 07 Bad Neuenahr, 1. FFC Frankfurt |
| Shelley Thompson        | 136      | 1                | 2000/01–12/13 | FCR 2001 Duisburg, Hamburger SV, VfL Wolfsburg, Bayer 04 Leverkusen, SC 07 Bad Neuenahr                                                       |
| Lea Schüller            | 130      | 1                | 13/14–        | SGS Essen, FC Bayern München |
| Anja Mittag             | 129      |                  | 02/03–16/17   | 1. FFC Turbine Potsdam, VfL Wolfsburg |
| Doris Fitschen          | 127 (+2) |                  | 90/91–2000/01 | Eintracht Wolfsburg, TSV Siegen, SG Praunheim, 1. FFC Frankfurt                                                                               |
| Renate Lingor           | 125      |                  | 92/93–07/08   | SC Klinge Seckach, SG Praunheim, 1. FFC Frankfurt                                                                                             |
| Melanie Hoffmann        | 108 (+1) |                  | 90/91–12/13   | KBC Duisburg, FC Rumeln-Kaldenhausen, FCR Duisburg, SG Essen-Schönebeck                                                                       |
| Charline Hartmann       | 107      |                  | 01/02–16/17   | FCR 2001 Duisburg, SG Essen-Schönebeck, FCR 2001 Duisburg, SG Essen-Schönebeck                                                                |
| Nina Aigner             | 107      |                  | 01/02–10/11   | FC Bayern München |
| Bettina Wiegmann        | 104 (+4) |                  | 91/92–02/03   | Grün-Weiß Brauweiler, Sportfreunde Siegen, Grün-Weiß Brauweiler, FFC Brauweiler Pulheim                                                       |
| Petra Unterbrink        | 101      |                  | 91/92–04/05   | VfB Rheine, Eintracht Rheine, Heike Rheine, Grün-Weiß Brauweilter, FFC Brauweiler Pulheim, SG Essen-Schönebeck                                |
| Genoveva Añonma         | 100      | 1                | 08/09–17/18   | FF USV Jena, 1. FFC Turbine Potsdam, MSV Duisburg                                                                                             |
| Gaby König-Vialkowitsch | 99 (+7)  |                  | 90/91–04/05   | FSV Frankfurt |
| Katja Bornschein        | 97 (+4)  |                  | 90/91–07/08   | FSV Frankfurt, SG Praunheim, FSV Frankfurt, SC Freiburg                                                                                       |

Ewa Pajor verließ die Bundesliga 2024 nach 96 geschossenen Toren Richtung Spanien. Die nächste aktive Spielerin ist Pernille Harder mit 91 Toren vor der Saison 2025/26.
Stand: nach Saison 2024/25

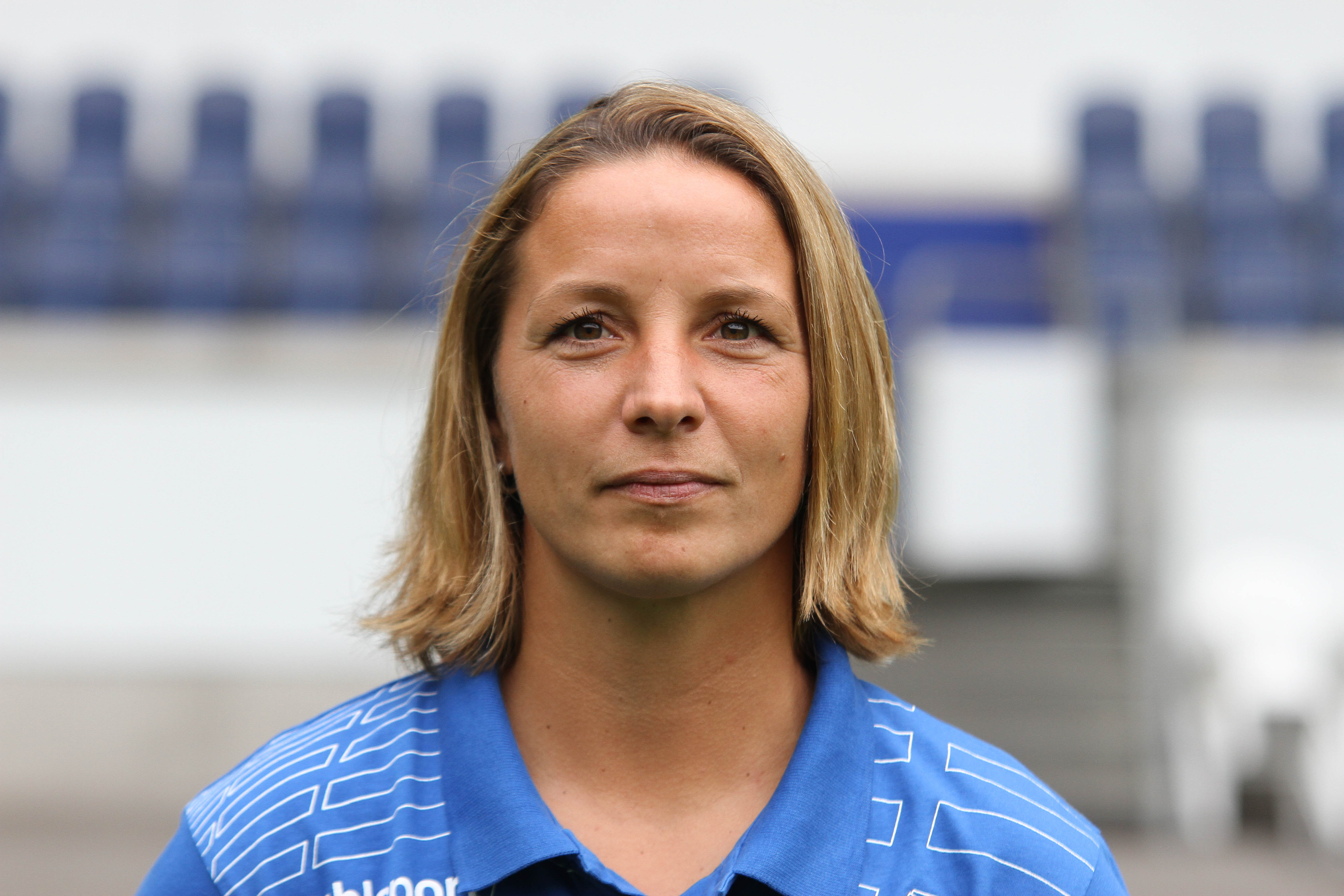
Rekordtorschützin: Inka Grings
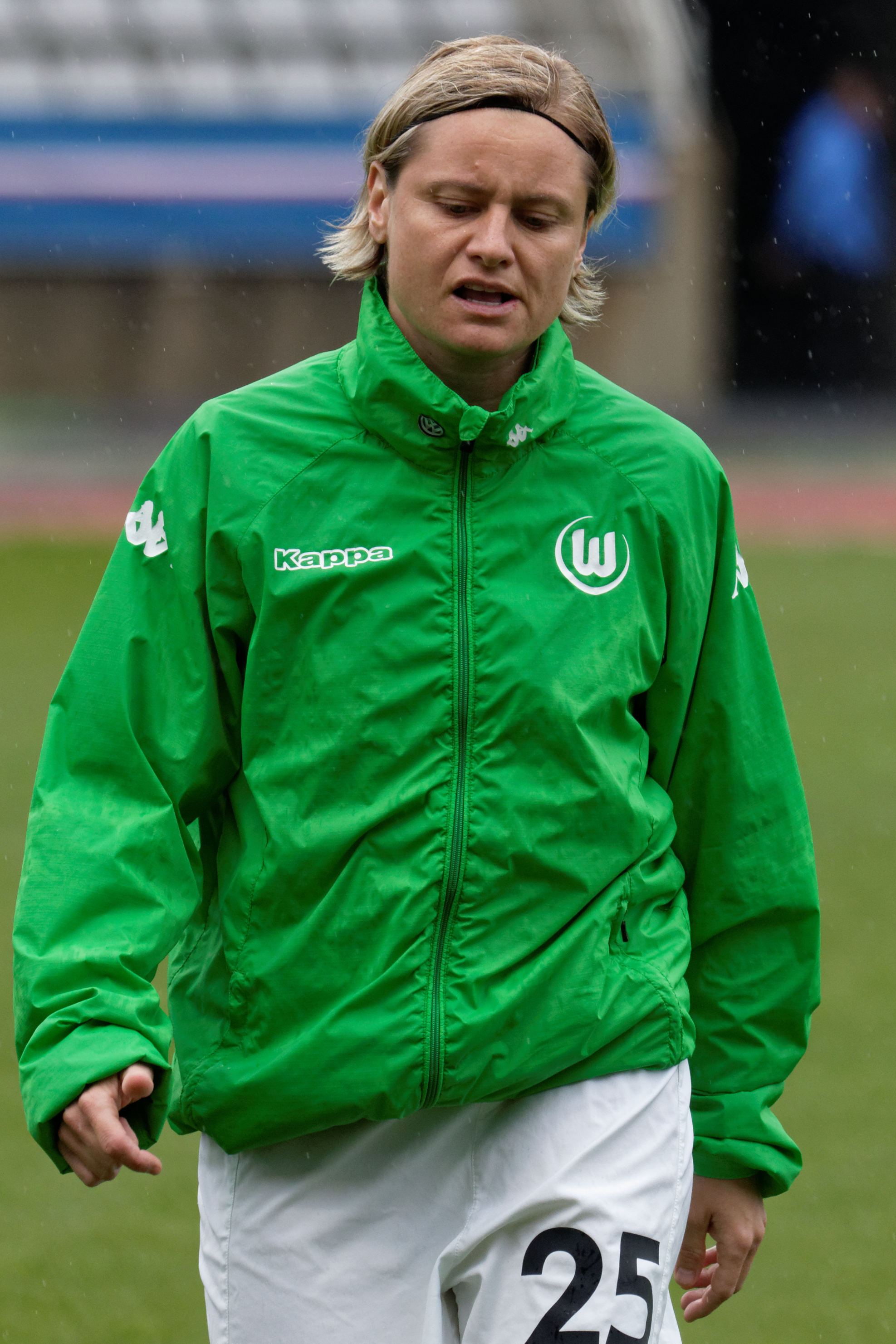
Die meisten Tore ohne Torschützenkönigin zu werden: Martina Müller
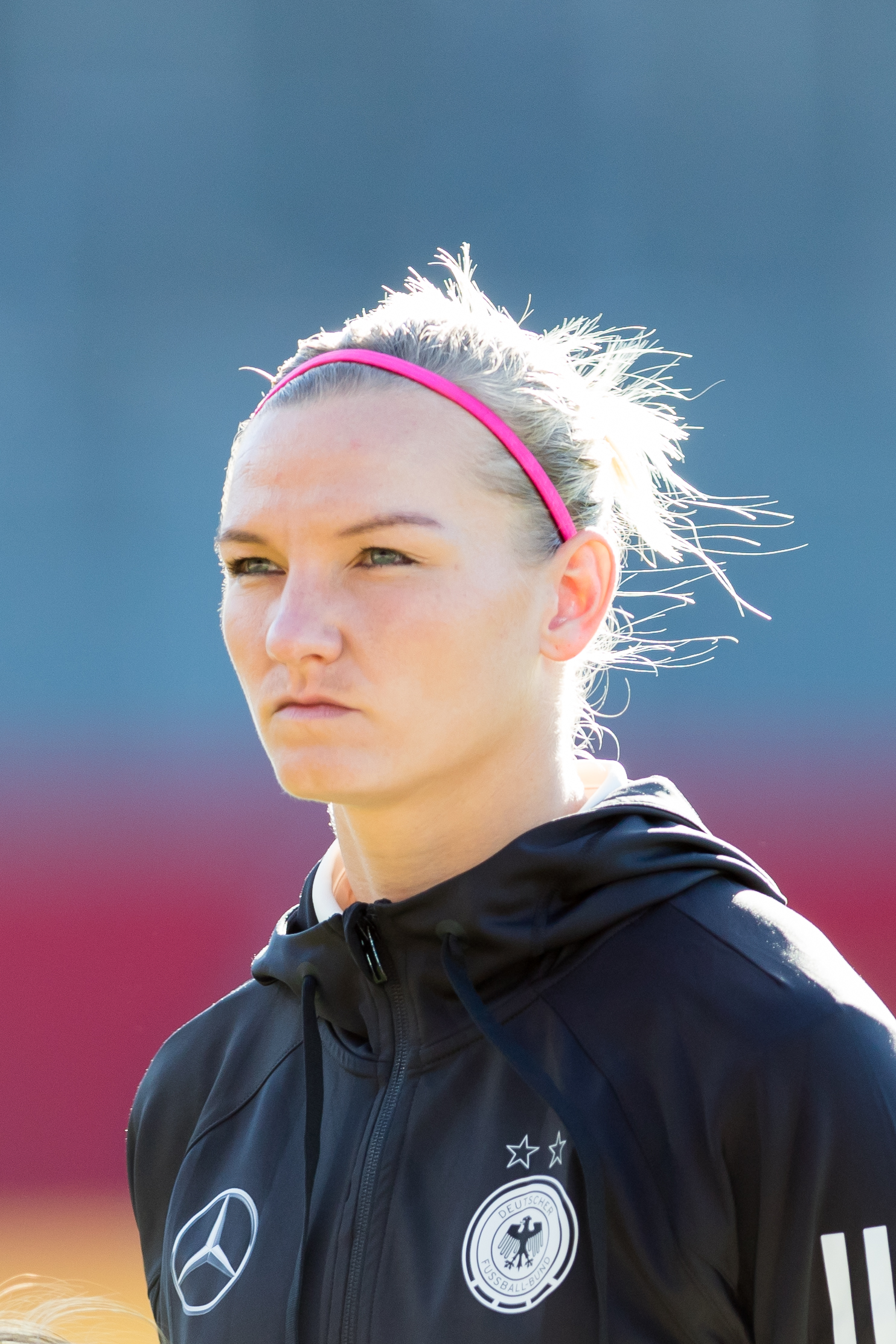
Die treffsicherste aktive Bundesligaspielerin: Alexandra Popp